# 4584 Akan
4584 Akan eller 1990 FA är en asteroid i huvudbältet som upptäcktes den 16 mars 1990 av de båda japanska astronomerna Kazuro Watanabe och Masanori Matsuyama vid Kushiro-observatoriet. Den är uppkallad efter Akan nationalpark.
Asteroiden har en diameter på ungefär 14 kilometer och den tillhör asteroidgruppen Dora.